# 610 (programma radiofonico)
610 (sei uno zero) (dal 2020 chiamato anche Lillo e Greg 610)  è un programma radiofonico in onda dal 16 giugno 2003 su Rai Radio 2, ideato da Lillo Petrolo e Claudio Gregori con Fabrizio Trionfera, che ne è stato coautore e regista fino al 26 giugno 2015. Da settembre 2005 Lillo e Greg sono stati affiancati nella conduzione da Alex Braga, cui nel 2019 è subentrata Carolina Di Domenico. Dal settembre 2015 si sono succeduti alla regia Peppe Verdel e poi Cristian Manfredi. Dal 21 novembre 2020 la regia è affidata a Danilo Paoni.
Curatori per conto della Rai sono stati Cristiana Merli (2003-2004), Cecilia Di Gennaro (2005-2007), Lucia Mosca (2007-2015), Angelica Scianò (dal 2015) e Roberto Deidda (dal 2022).
Nel corso delle diverse stagioni, al programma hanno partecipato anche Max Paiella, Simone Colombari, Federica Cifola,Andrea Perroni, Stefano Frosi, Massimo Bagnato, Paola Minaccioni, Rosanna Sferrazza, Caterina Guzzanti, Virginia Raffaele, Valentina Paoletti, Francesca Manzini, Carlo D'Alatri, Nino Frassica, Chiara Sani, Marco Marzocca, Lallo Circosta, Benedetta Valanzano, Alberto "Magico" Alivernini,  Emanuele Martorelli, Fabio Morici, Emanuela Fanelli e Valerio Lundini. La sigla è composta da Greg e Attilio Di Giovanni.
Nel 2011 il passaggio dalla radio all'immagine è stato replicato, nella sala A del CPRF della Rai di via Asiago 10 a Roma, con lo spettacolo 610 in 2D, che è stato prima trasmesso in streaming via Internet e in replica su Rai 5.

## Sinossi
Ogni puntata di 610 presenta brevi e fulminanti gag, con personaggi, spesso interpretati dagli stessi Lillo Petrolo e Claudio Gregori, che vivono situazioni assolutamente surreali, in un nonsenso dal sapore anglosassone e con paradossi esplosivi. Il tutto è coordinato dalla conduzione degli stessi Lillo e Greg fino all'estate 2005, da Alex Braga da settembre 2005 al 28 giugno 2019, e Carolina Di Domenico dal 9 settembre 2019, e alternato a brani musicali.

## Le rubriche
- Acazzari: ditta di prodotti, generalmente alimentari, le cui mirabolanti virtù (che spesso esorbitano dalle caratteristiche del prodotto stesso: aperitivi che aumentano il QI, frutta che cura i disturbi della vista etc.) vengono esaltate in improbabili spot pubblicitari. In essi si vanta una produzione fatta “nel rispetto della tradizione e dell’ambiente, con amore, passione, cura”, col contributo di collaboratori "premi Nobel" e grazie ad un’esperienza che spesso risale al Medioevo. Nel caso di cibi di origine animale, la fase cruenta della loro cattura o abbattimento viene spontaneamente evitata grazie a “sofisticate tecniche psicologiche”. Il messaggio pubblicitario comprende la ripetizione periodica (ad una o più voci) del marchio: “Acazzari!!”.
- Alien, vent'anni dopo, séguito del famoso film: vent’anni di convivenza sull’astronave “Nostromo” con gli umani hanno trasformato Alien in un innocuo ma dispettoso animale domestico.
- Anche io non ascolto 610: Diverse radio vengono suggerite da persone dello spettacolo con spot del tipo "Sono Tizio e Caio, e anche io ascolto Radio Tal dei Tali!", gli autori di 610 hanno smontato anche questo contesto perché i messaggi diventano "Sono Sabrina Impacciatore, e non ascolto mai 610", o "Sono Alex Britti, e 610 mi fa... schifo, mi fa proprio schifo!".
- Archeospazzatura: Stefano Frosi si collega con Lillo e Greg mentre rovista nella spazzatura dei più affermati scrittori e poeti, alla ricerca delle bozze scartate dei loro scritti. Le bozze si rivelano sempre di scarsa qualità, talvolta orribili, per cui Frosi, d'accordo con Lillo e Greg, le ripone definitivamente nella spazzatura.
- Art Attack per bambini di coccio: parodia del programma omonimo, dove bambini maldestri ed incapaci vengono bistrattati dallo spietato conduttore.
- Battutella Battutella: finta telefonata a un cellulare a caso da parte di Greg e Lillo, con la richiesta insistente al malcapitato di turno di improvvisare una storia buffa o barzelletta. La telefonata contatta sempre persone coinvolte in un momento critico o tragico (un funerale, una scalata, un'operazione chirurgica, un regolamento di conti), per cui peggiora o compromette la loro situazione, distraendoli dal loro compito.
- Buttiamola in caciara: talk-show dedicato a problemi elevati, che si conclude con un coro da osteria.
- Campagne solidali: finte campagne solidali che si propongono di raccogliere fondi per realizzare i sogni di Lillo, Greg o di qualche altro furbacchione a spese degli ascoltatori. Ad es.: "Un euro per me", "Un motorino per mio figlio", "Una casa alle Maldive", ecc.
- Casa Beceroni: satira della serie TV I Cesaroni, racconta le vicende quotidiane di una famiglia tipo, che parla in linguaggio aulico e poetico e con fortissimo accento romanesco (i figli adolescenti).
- Casalinghe disperate: La serie televisiva Desperate Housewives viene trasportata nella realtà quotidiana di casalinghe nostrane. Nel popolare quartiere romano di Torpignattara, esse si disperano per questioni molto banali: tappeti che si macchiano, abiti nuovi che si strappano, soprammobili che si rompono.
- Che, l'hai visto?: rubrica di ricerca di persone scomparse, ha come invitato fisso il signor Arnoldo Fogazzari, che lamenta la mancanza del figlio trentottenne Allibragi (il nome non è ben definito). Mugugnando e biascicando, il signor Fogazzari si sforza di fornire elementi utili per il ritrovamento di Allibragi (o anche Brandon Fino, Vialte Gastone Belini Zebrante, Ughenji, Asti, Tommaso Belli Sandri, Filippo, Aporè, Eppiar, Dresdan, Oronto Fabio Asòfano....) , ma le varie descrizioni della fisionomia, della corporatura, dell'abbigliamento, delle frequentazioni o delle abitudini del figlio risultano frammentarie, contraddittorie e totalmente incomprensibili: “capelli sciallati color del forno”, “indossava un impermeabile con gli schermi”, “portava dei crostacei nelle mutande”, “scarpe da Indianapolis da guida turistica; golf di Riace color emmenthal”, “corporatura a poule, come i bisonti; spalle dirottate; tre sopracciglia sull'occhio destro; andatura in ordine sparso”, etc. Con grande pazienza, Lillo ed Alex incoraggiano il signor Arnoldo ad essere maggiormente preciso, ma la consapevolezza della scarsa efficacia delle proprie confuse indicazioni, spinge l'ospite a reiterare il malinconico intercalare “Khazze...!”.
- Com’è fatto: l’ingegner Arnaldo Coppasanta (Lillo), invitato per illustrare il funzionamento di complicati dispositivi, si scontra con il plateale e maleducato disinteresse dei conduttori in studio e la totale assenza di telefonate di ascoltatori che vogliano approfondire l’argomento. Frustrato e mortificato, l'ingegnere chiede di poter spiegare almeno i punti salienti della propria esposizione, ma viene ulteriormente bloccato da Alex, il quale lo invita a lasciare le slides in redazione, in vista di una (improbabile) pubblicazione sulla pagina Facebook del programma.
- Concéntrati Quiz: quiz dove la somma in palio deve essere sborsata dai partecipanti, in caso di risposta sbagliata. I conduttori forniscono apposta un falso indizio durante l’introduzione, legato alla domanda successiva del quiz, per cui il concorrente, basandosi su questo, sceglie la risposta sbagliata.
- Concerto Quiz: quiz che mette in palio biglietti per concerti musicali. Quando i concorrenti apprendono che gli artisti del concerto sono perfetti sconosciuti, sbagliano volutamente la (facilissima) risposta, rifiutando anche eventuali possibilità di recupero.
- Condominio: radiodramma su una caotica riunione di condominio.
- Consigli per gli acquisti: Fabio Morici consiglia a tutti cosa comprare.
- Corri in edicola!: piccola gag dove si pubblicizzano riviste improbabili da trovare in edicola, prendendo in giro il moltiplicarsi di riviste e pubblicazioni varie, con titoli che vanno da "Pozzanghere" a "Passo di qua", da "Scuse" a "Elvis e l'allevamento dei criceti per quelli con la zeppola" ecc. Da segnalare in particolare le riviste "Cazzate!", che spazia “dalle stupidaggini inutili e spesso controproducenti, alle cose non vere”, con gadgets totalmente conformi alla linea editoriale e “SuperGossip 6000”: al modico prezzo di 11,50 € "è la prima rivista interamente dedicata ai pettegolezzi sterili e alle malelingue per chi, come voi, non ha niente di meglio da fare che farsi i c***i degli altri, specie se sono famosi". Ma non solo i VIP: anche le mezzeseghe dei reality, i tronisti, le veline e tutto quel sottobosco, di cui volete sapere tutto.
- Consigli tecnici a caso: a cura di Stefano Frosi, rubrica in cui il curatore somministra a caso consigli tecnici sul bricolage nella speranza che siano utili agli ascoltatori.
- Dadi dadi dadi: Lillo e Greg telefonano a una persona e la invitano a giocare al gioco dei dadi. Lillo e Greg tirano i dadi e puntualmente vincono.
- Dillo a Lillo!: rubrica di consigli agli ascoltatori, la cui applicazione viene seguita in diretta.  Il consiglio porta sempre ad un risultato disastroso per chi l’ha seguito: divorzio, licenziamento, pestaggio…
- Domanda a trabocchetto: quiz irresolubile perché la domanda contiene un trabocchetto non individuabile dai risentiti partecipanti, che perdendo devono pagare la posta: p.e. la risposta esatta alla domanda “qual è la capitale della Francia?” risulta essere “Londra” perché il trabocchetto appunto è aver detto “Francia” al posto di “Gran Bretagna”…
- Domande a sproposito: gli studiosi, invitati per parlare di profondi argomenti, abbandonano offesi la trasmissione dato che le domande, appunto a sproposito, investigano particolari della loro vita sessuale o delle loro più ripugnanti abitudini.
- Dove sono le mie battute?: radiodramma a puntate, dove uno degli interpreti non ha appunto le sue battute, e viene quindi guidato nella recitazione dalle domande che gli pongono gli altri attori.
- Enciclopedie De Gambrinis: Greg legge alcune voci dalle (inesistenti) enciclopedie De Gambrinis, dedicate ad un qualunque argomento dello scibile umano: esseri preistorici, sale di cinema, piante esotiche, etc., e tipicamente dotate di copertine in materiali pregiati o deperibili (antiche monete romane, conchiglie inestimabili, pelli pregiate…). Sono puntualmente citate sia voci che presentano assonanze col nome di Lillo, e che riferiscono ad elementi con caratteristiche assai sgradevoli o volgari sia altre assonanti con Greg, di caratteristiche invece altamente positive. La consultazione dell’enciclopedia di turno da parte di Lillo viene puntualmente negata da parte di Greg, spesso con motivi legati alla preziosità o deperibilità della copertina.
- ...E se dico di buttarti al fiume?: quiz radiofonico con cifre da capogiro in palio in cui il concorrente viene puntualmente sviato da Greg dalla soluzione giusta, sempre facilissima, attraverso improbabili indizi. Ad esempio, è capitato che alla domanda "chi era il vero creatore di Topolino?" è stato risposto "Adolf Hitler", oppure alla domanda "chi era il vero condottiero corso sconfitto nella famosa battaglia di Waterloo?" è stato risposto "Carlo Delle Piane". Alla fine del gioco, dopo gli improperi del concorrente ingannato, Greg poi si giustifica sempre chiedendo al malcapitato: "...e se dico di buttarti a fiume?".
- Escapologia estrema: L'inviato Simone Colombari descrive in diretta gli esperimenti di grandi illusionisti, che devono evadere da situazioni pericolose, ma inesorabilmente muoiono.
- Extreme collegaments: a cura di Valentina Paoletti, collegamenti in diretta da luoghi estremamente pericolosi che si concludono con la morte dell'inviata.
- Fate più figli: rubrica dedicata ad incentivare la natalità, destinata ai radioascoltatori che raccontino le loro esperienze di genitori. Chiama regolarmente Mariella, mamma di due bambini, che con voce disperata esalta la sua piena vita genitoriale, a confronto delle vuote esperienze che faceva in precedenza: andare in sauna, ballare fino alle due di notte, mangiare tranquilla in un bel ristorante romantico col marito… Il marito si perde tutte le gioie genitoriali descritte (festicciole interminabili, malattie infantili a catena, feroci chat di gruppo delle mamme) perché è costantemente via per lavoro.
- Fiore Calabro: radiodramma in 7689 puntate, prodotto da Pasquale Dianomarina (vedi sotto), con il nobile intento di diffondere nel mondo il consumo della soppressata, e la pratica del calabrese estremo. Sono narrate le struggenti vicende di una famiglia calabrese tradizionale, particolarmente dedita alla preparazione ed alla degustazione di abbondanti libagioni a base di pietanze locali, riccamente intrise di peperoncino piccante. Protagonista della saga è la Zzia Santina(Rosanna Sferrazza), che con la collaborazione del marito Carmelo(Lallo Circosta), cerca in tutti i modi di prendere per la gola il nipote Michele, per sottrarlo alla prelibata ma ripetitiva cucina della madre Assuntina.  La rivalità culinaria delle due comari deve fare i conti con il temibile giudizio della gente del pajise, e con l'alimentazione non convenzionale di Michele il quale, tornato da un viaggio a Milano, ha l'inopinata intenzione di aprire un sushi-bar. Mamma Assuntina e papà Peppino, stavolta con l'aiuto dei numerosi parenti, organizzano un pranzo ricchissimo di tipiche specialità calabresi, che riesce a far cambiare idea al ragazzo. Ma dopo questa apparente riappacificazione, cosa succederà....!?
- Flashback: il radiodramma più incomprensibile. Il racconto si svolge con continui flash-back, facendo perdere all'ascoltatore il filo narrativo,
- Giochi del Carso: si svolgono nell'omonima zona del nord-est italiano e consistono in prove autolesioniste che si concludono sempre col ferimento serio od il decesso dei partecipanti. L'illustrazione dello svolgimento del gioco si conclude con la domanda e la risposta fatidiche: "Ma di che gioco si tratta?", "Di un gioco del Carso appunto...".
- Giornale Fiaba: un telegiornale, condotto dalla vera giornalista sportiva Giulia Mizzoni, in cui gli eventi delle fiabe diventano gossip.
- Gli errori ed i fuori onda di 610: rubrica di Greg, nella quale le papere di Lillo contengono vistose interpolazioni con un'altra voce che le rende volgari o stupide.
- Gli scherzi innocui di 610: Lillo ed Alex Braga fanno scherzi telefonici infantili, divertendosi come matti.
- Grande Cervello: parodia del Grande Fratello nella quale la casa ospita scienziati e cervelloni. Purtroppo la collocazione in Australia, con relativi problemi di fuso orario, costringe l'inviato Simone Colombari a parlare a voce bassissima (pena le proteste dei partecipanti) perché tutti stanno dormendo e comunque non c'è nulla da raccontare.
- Guzerschwassen: radiodramma in finto tedesco. I dialoghi consistono in parole in tedesco (o di fonetica simile) a casaccio, il cui tono consente una specie di comprensione dell'intreccio.
- i610: applicazioni per iPhone di 610, consentono di utilizzare il proprio telefono in sostituzione di oggetti di uso comune (come un fazzoletto per il naso, una cartolina, o addirittura un pesce rosso), peccato che, dopo il lancio dell'applicazione, l'iPhone diventi inservibile.
- I casi di tenente Riccardo: il commercialista in pensione Riccardo Tenente viene coinvolto suo malgrado, per omonimia, in casi polizieschi, nei quali gli si chiede un intervento risolutivo quale graduato “tenente Riccardo”.
- I consigli de' mi' zia: Zia Adele, zia di Lillo, che rifiuta però questo appellativo ("non sono tua zia. È tua madre che è sorella a me!"), fornisce consigli di qualunque tipo agli ascoltatori, stroncando però le loro proposte e suggerendo la stessa cosa, ma diversamente denominata. In una ricetta, se l'ascoltatore propone di usare latte, zia Adele ribatte: "ma quale latte? ma per carità, beato a te! tu devi usare invece quel liquido bianco, che si ottiene mungendo le mucche...").
- I porno edulcorati di 610: l’audio viene accelerato in modo incomprensibile, ad eccezione dei pochi dialoghi non censurabili, recitati malissimo.
- Identikit: telefonata in cui bisogna indovinare un personaggio misterioso in base ad alcuni indizi facilissimi.
- Il Bunker dei Ricchi: trasmissione sul format “Grande Fratello”, dove la novità è costituita dai partecipanti: personaggi molto facoltosi, costretti a stare a forza in un bunker senza alcuna comodità e sorvegliati da incappucciati.  La totale identificazione con un sequestro si ha quando è il loro turno di accedere al confessionale, dove vengono informati che solo se verrà pagato un lauto “premio di buonuscita” (un vero e proprio riscatto – ed infatti Lillo & Greg si informano su chi abbia le deleghe per operare sui loro conti correnti), potranno uscire dal bunker.
- Il Gentleman ed il Nanerottolo. Biografia di Lillo e Greg non autorizzata da Lillo: pseudobiografia dei due membri del duo comico, il cui autore sarebbe tale Walter De Gambrinis (figlio dell'editore dell'Enciclopedia omonima), nella quale Lillo viene presentato con i tratti di un essere gretto, spregevole, arrogante e volgarissimo, costantemente tirato fuori dai guai da un manieratissimo e generosissimo Greg universalmente riconosciuto nella sua qualità di gentiluomo, al punto da venir sempre apostrofato "Gentiluomo Greg".
- Il siglone: rubrica nella quale l’invitato, giunto da assai lontano per parlare di argomenti di cultura, si trova ad avere a disposizione un tempo limitatissimo ed insufficiente perché il resto è stato consumato dalla lunghissima sigla introduttiva, che dà il nome appunto alla rubrica.
- Il topino risponde: alle richieste degli ascoltatori, il topino (interpretato da Lillo) fornisce risposte e punti di vista legati al suo tipico stile di vita: promiscuità sessuale nella stagione degli amori, nutrimento con immondizie, indistinguibilità tra i vari topini, affollamento…
- Indovina la domanda: quiz nel quale Lillo e Greg danno la risposta in anticipo e l'ascoltatore (fasullo) che telefona deve indovinare la relativa domanda.
- Interviste a personaggi dei fumetti: il titolo forse non è proprio questo, ma il contenuto è chiaro e semplice: Greg e Lillo intervistano personaggi dei fumetti come Paperon de' Paperoni, Paperino, Braccio di Ferro, Asterix, la Cosa o la Torcia Umana (dei Fantastici Quattro), che sono realmente presenti nello studio: l'assurdo della discontinuità tra i due mondi fa da sfondo ai resoconti di costoro che parlano di aspetti del loro mondo ma in tono come se fosse quotidiano, banale, e a volte con un improbabile accento romanesco (es. ipotetico: la Torcia "... be' si, certo vivo bene, so' famoso, nun me posso lamenta' ... sto bene, giusto certe volte l'amici te fanno i soliti scherzi «che me fai accenne?» ... alla fine te stufi, però nun me posso lamentà").
- Invenzioni inutili: Aleandro Barbarossa, l'Inventore di Invenzioni Inutili, viene invitato al programma a presentare e descrivere le sue invenzioni, appunto inutili, quali il taroccatore di CD originali, la custodia per la sbarra del passaggio a livello incustodito, il bianchetto a nastro trasparente, la sputacchiera in vimini... Alla fine di ogni puntata ricorda però che le sue invenzioni, se usate bene, non servono a niente.
- L’angolo della polemica: in studio la nota polemista Emmanuela Carabottoli, che litiga su tutto con gli ascoltatori, già a partire dalla prima frase che pronunciano.
- La pagina de Ringo Mandingo (Lillo): Preannunciata da un colpo di claxon ed uno sgommamento, fornisce consigli “coatti” ai radioascoltori: vuoi fare la plastica alle labbra? “ascolta me, esaggera: du’ canotti!”. Uno ti guarda insistentemente? “subito le mani in faccia”, e così via.
- Laguna violenta: dopo “Romanzo criminale” e “Gomorra”, il nuovo radiodramma crime di 610. I clan Ballarin e Visentin si affrontano, con spiccato accento ed esclamazioni venete, per il controllo della piazza di spaccio di Rovigo.
- Lascia o raddoppia: quiz radiofonico dove i concorrenti, incassata una prima discreta sommetta con una domanda assai facile, decidono di tenersela e non metterla in gioco per la domanda di raddoppio (preannunciata "difficilissima"), nonostante i solleciti dei conduttori a tentare il tutto per tutto.
- Le avventure del Commissario Dox: le tragiche azioni poliziesche dell’Ispettore Vicini (Lillo), il cui superiore è un cane, il Commissario Dox. I comportamenti assolutamente canini di Dox (abbaiare, rincorrere gatti, fare i bisognini dove capita, procurarsi cibo…) mandano all’aria indagini ed interventi, provocando guai all’Ispettore.
- L'uomo che non capiva troppo: radiodramma thriller realizzato con la collaborazione della fittizia radio Madljana. Narra le avventure di un uomo che si trova in grave pericolo; i suoi amici cercano di aiutarlo, ma, quando stanno per proporre una soluzione agli sconvolgimenti che l'uomo vive, pronunciano parole incomprensibili al protagonista e all'ascoltatore stesso. Per esempio "Franco, hai cuccuruto i ponni?"; "Ma quali Bronidi! Oramai la loggera è struzza!"
- Le storie della nostra vita: rubrica dedicata a storie umane, tragiche e toccanti. L’invitato e protagonista, nel corso della narrazione, inserisce un particolare secondario (un artigiano abile ed economico, un alloggio affittato ad ottimo prezzo…), sul quale Lillo insiste per avere chiarimenti e delucidazioni, facendo passare in secondo piano la storia stessa e spesso causando le piccate reazioni dell’invitato.
- Lezioni di inglese per i romani all'estero: Lillo e Greg traducono frasi dette in romanesco in un inglese maccheronico.
- Lezioni di inglese per i napoletani all'estero: Uguale alla precedente, ma le frasi sono in napoletano.
- Le lezioni di inglese della professoressa De Folchittis: con un debole per l’alunno, alquanto scarso, “sweetheart Laillo”, insegna parole di uso comune assieme ad altre di uso specialistico ed improbabile utilità.
- Le lezioni di inglese di Francesco Zardo: prendendo spunto da assurde situazioni di viaggio, presentate invece come comuni (l’incontro con un vampiro, il ritrovamento di un sorcio morto nel letto dell’albergo…), seleziona sempre, tra i possibili comportamenti da adottare, quelli che non comportano alcun esercizio di lingua inglese: scappare a gambe levate, andarsene senza dir nulla…
- Lillo e Greg Reloaded: i due conduttori simulano situazioni normalissime trasformandole in questioni di vita o di morte grazie a suoni, voci e gesti che ricordano proprio Matrix Reloaded.
- Lo scoop di Simone Colombari: Colombari è incaricato dalla Rai di realizzare degli scoop giornalistici recandosi in ogni parte del mondo a documentare eventi sensazionali e irripetibili. Ma puntalmente Colombari rimane a casa, intasca il rimborso spese e finge, improvvisandosi rumorista, di trovarsi sul luogo dello scoop. Data la palese falsità delle sue improvvisazioni viene però regolarmente scoperto e sbugiardato in diretta.
- Ma dove l'ho messo? In questa rubrica Stefano Frosi indica ogni volta qualche posto dove è possibile aver dimenticato ciò che si sta alacremente cercando.
- Minaccioni Case offerta di improbabili case in vendita. Dove il motto ricorrente è: "Le case ci sono basta saperle cercare", anche se alla fine queste case si rivelano essere armadi, cantine, cabine telefoniche ecc. vendute a prezzi esorbitanti.
- Minaccioni Lavoro: offerta di improbabili posti di lavoro, per i quali sono richiesti requisiti assurdi. Il motto ricorrente è: "Il lavoro c'è, basta aver voglia di lavorare".
- Movie-mash: Qui il virtuoso regista Michelangelo Stoppirosso mescola due film, presentandoli con un "trailer" decisamente bizzarro. Abbiamo film come "Tarzanna bianca" in cui al grido di Tarzan segue l'ululato dei cani; o "Zanna Bianca e Bernie", o ancora "Harry Potter ti presento Sally".
- Navigatore generico a cura di Stefano Frosi, rubrica in cui il curatore illustra un itinerario stradale, dando indicazioni alla maniera di un navigatore satellitare. L'auspicio dichiarato che le indicazioni potrebbero servire a qualcuno, insieme all'assoluta improbabilità che ciò accada, danno l'effetto comico finale.
- Normal-man: Prende in giro "Superman"; stavolta i poteri di una sostanza dagli effetti straordinari servono ad un uomo che era "100 volte più debole e stupido di un uomo normale". Quell'uomo allora, grazie alla sostanza, divenne "Normal-man", riuscendo a compiere le imprese più... normali. È gentile, sempre pronto ad aiutare chiunque ed a sacrificarsi per vicende assolutamente banali.
- Nuovi talenti: spazio dedicato a ipotetici bambini prodigio che però risultano improponibili in trasmissione in quanto le loro doti si rivelano inutili per un programma: elencano tutte le capitali mondiali in ordine alfabetico, recitano tutta la "Gerusalemme liberata" a memoria, etc, senza interrompersi più ed è necessario rimproverarli fino al pianto per farli zittire.
- Olimpiadi del sesso: Simone Colombari si collega settimanalmente dal Palaporno di Stoccolma per la radiocronaca delle prime Olimpiadi del Sesso. Il fatto di essere su di una radio nazionale e in orario pomeridiano fa sì che sia obbligato a complicati giri di parole per non menzionare termini espliciti.
- Parlateci della vostra trasmissione preferita: nel corso della stessa si chiarisce l’iniziale equivoco, dato che gli ascoltatori risultano aver chiamato per parlare del loro programma radiofonico preferito, che non è mai 610.
- Piove sempre sul bagnato, Dizionario, Poker alla radio: giochi radiofonici in cui il malcapitato di turno, di solito un cassintegrato o disoccupato, perde cifre intorno ai 500 euro giocando contro Lillo e Greg.
- Poesie metasemantiche: il poeta Gian Filippo Caraglia viene invitato a leggere brevi componimenti di sua produzione, oppure scritti dai radioascoltatori. Le poesie sono tutte metasemantiche, cioè con parole senza significato. Tuttavia Caraglia le commenta come se fossero scritte con normali termini italiani. Naturalmente Lillo non capisce, ma cerca di interagire ugualmente con il poeta per non ammettere la sua ignoranza, che però è palesata dal modo in cui viene puntualmente smentito da Caraglia.
- Premio Volgarity: concorso letterario in cui vengono premiati e letti racconti volgari, censurati nelle parti più scabrose.
- Prima del gong: quiz radiofonico dove la risposta esatta deve essere fornita prima del suono di un gong. La lunghezza della domanda esaurisce tutto il tempo a disposizione dei concorrenti.
- Psicologia Semplice: rubrica curata dal fantomatico Prof. Davide De Cina (interpretato da Stefano Frosi), sedicente scopritore di una "nuova psicologia", capace di trattare efficacemente i piccoli e grandi problemi del quotidiano grazie a improbabili metodi alla portata di tutti.
- Quando lei ha parlato, io non l'ho interrotta: dibattito politico, ispirato alle moderne tribune televisive, dove i partecipanti invece di esporre le proprie idee continuano a lamentare le reciproche interruzioni, arrivando a citare anche quelle fatte durante le conversazioni al bar ed accusando perfino il conduttore (Lillo).
- Racconti brevi: rubrica dedicata ai racconti dei radioascoltatori. A causa di un errore di battitura della mail di richiesta, i radioascoltatori iniziano a proporre i propri "racconti grevi", farciti di volgarità, che avevano preparato.
- Radio di 610: Greg e Lillo scovano sull'etere le radio più originali e divertenti: Radio Mamma Mia, la radio che trasmette 24 ore su 24 la canzone degli ABBA Mamma Mia, fondata, diretta e condotta da Ingmar Bjorn, abile nel ricondurre qualsiasi cosa accada in trasmissione (quiz, richieste degli ascoltatori) all'ascolto di quella canzone; Radio Bee Gees, la radio coi dj in falsetto, Radio Barry White, coi dj dalla voce calda; Radio Ave Nincum, la radio in latino maccheronico; Radio Madljana, la radio incomprensibile; Radio Ciao, che passa in diretta 24 ore su 24 i saluti degli ascoltatori; Nuova Taxi Radio, la radio coi dj che parlano come gli operatori radio del radiotaxi; Radio Gaffe, con dj imbranati che offendono involontariamente gli ascoltatori al telefono; Radio Long Night, la radio sottovoce per la notte; Radio Macaroni France Doigt, la radio in francese maccheronico; Radio Marchetta, la radio dove ogni momento è buono per pubblicizzare un prodotto o un servizio; Radio Mestizia, la radio dove conduttore ed ascoltatori si trasmettono reciprocamente solo tristezza ed inutilità della vita; Radio Pappappero, dove i conduttori sfottono gli ascoltatori con lo stile “io ho questa cosa e tu no”; Radio Timidezza in cui tutti si vergognano enormemente; Radio Assonanza Speleo Bue, la radio in cui i dj parlano in modo comprensibile utilizzando però parole, con significato diverso, che hanno assonanza con quelle giuste; Radio Piedi in testa, la radio in cui i dj si fanno puntualmente sottomettere dalla violenza (per fortuna solo verbale) degli ascoltatori; Renzo Radio Station, riferita a Renzo Arbore, in cui si fanno quiz assurdi e ovvi, rigorosamente con un gran uso di "r", avendo tutti la erre moscia; Radio Coatta Classica, dedicata alla musica classica. Il dj Spinetta ne disquisisce coltamente in merito con gli ascoltatori, il tutto con greve accento romanesco. I compositori più apprezzati vengono omaggiati con un coro da stadio; Radio Continuamente Interrotta, dove sia le voci dei conduttori, sia quelle degli ascoltatori sono interrotte da continue perdite di segnale; Radio Satellite in Ritardo, in cui i collegamenti radio sono caratterizzati da risposte a domande precedenti; Radio Stacchetto, dove imperversano continuamente stacchetti musicali; Under 14 - la web radio series: storie di adolescenti che parlano in modo “giovane”, pressoché incomprensibile.
- Rischiatutto: quiz radiofonico dove, al momento di una risposta errata, il concorrente apprende drammaticamente che il “tutto” in palio non era solo quanto fino a quel momento guadagnato con le precedenti risposte ma tutti i suoi beni, che vengono immediatamente requisiti dai solerti funzionari presenti nella sua abitazione durante lo svolgimento del quiz.
- Roulette Russa: Lillo e Greg chiamano persone a caso e giocano con loro a una specie di Roulette Russa, nella quale la testa dei conduttori è sostituita da una radio; gli ascoltatori muoiono sempre.
- Rubriche di Valentina Paoletti:
  - A casa di Valentina: Valentina Paoletti intervista personaggi di spicco nella sua casa di 40 m², interviste che sono puntualmente disturbate da rumore molesti del fratello o della madre, o dal disagio della casa piuttosto modesta;
  - Gli esperimenti scientifici di Valentina: Valentina Paoletti effettua ovvi esperimenti scientifici dall'esito catastrofico senza avvisare i proprietari degli oggetti su cui vengono effettuati;
  - Le interviste di Valentina: Valentina Paoletti viene inviata per effettuare interviste esclusive a personaggi famosissimi, ma invariabilmente si perde nel traffico senza trovare parcheggio, facendo così sfumare l'occasione.
  - Musica etnica: inviata in posti remotissimi ad ascoltare lunghissimi e noiosissimi concerti “etnici” culturali di improbabili strumenti, lascia trasparire tutto il suo malumore per la situazione.
  - Ricette alicette: la ricetta di cucina illustrata risulta totalmente incomprensibile poiché la conduttrice non si ricorda il nome della ricetta e dei vari ingredienti impiegati, sostituiti con “il coso, la cosa”.
  - Ricette in diretta: la descrizione della ricetta di cucina, fatta in diretta, risulta totalmente inutile: il microfono è tenuto troppo distante perché le mani sono impegnate, il rumore degli utensili di cucina copre la voce, si deve attendere che l’acqua bolla…
  - Roma centro, ore di punta: intervista in automobile, in mezzo al traffico, con continui litigi con gli altri automobilisti, nel caos cittadino e col sottofondo di clacson.
- Se perdi, stacce!: quiz con denaro ad accumulo in palio per le risposte esatte, mentre una somma dovrà essere sborsata dai partecipanti, nel caso in cui sentano un motivetto (fatto a voce). Il meccanismo viene spiegato al concorrente, non specificando però che il motivetto “parte” a prescindere che la risposta fornita sia giusta o meno: il partecipante quindi si trova sempre a dover pagare e, di fronte alle sue proteste, viene esortato a “starci anche se perde”.
- Seaside beauty: la dottoressa Olga illustra i complessi trattamenti naturali del suo centro estetico, totalmente inefficaci.
- Sceneggiatura: rubrica nella quale sceneggiatori esperti in studio vogliono aiutare i neofiti in materia, per risolvere i loro problema di sviluppo della narrazione. I suggerimenti su far proseguire la trama con la scoperta del delitto o con l’arresto del protagonista vengono decisamente rifiutati dall’ascoltatore (Lillo), che si capisce essere un delinquente che cerca una soluzione al suo problema reale: far sparire un cadavere, nascondere la droga in casa, spacciare denaro falso…
- Scherzi del ca...: parodia della trasmissione Scherzi a parte, durante la quale Federica Cifola gioca cattivissimi scherzi, spesso ai danni di persone anziane, che si concludono con esiti terribili per i malcapitati.
- Scorretti e contenti: Carlo D'Alatri offre pratici consigli per vivere contenti ma in maniera scorretta (nei limiti della legalità).
- Semo tutti umbri: a cura di Massimo Bagnato, Andrea Cagliesi e Gianni Tiradossi, rubrica che tutela le diversità nazionali e le minoranze etniche. Alcuni umbri discutono a ruota libera di questioni attinenti alla vita quotidiana e alla realtà umbra.
- Soggettivo Quiz: quiz dove la somma in palio deve essere sborsata dai partecipanti, in caso di risposta sbagliata. Poiché la domanda, come dice il quiz stesso, è soggettiva (chi è l’attrice più bella, qual è il cantante rock più famoso…) il concorrente perde sempre.
- Somma e sottrai: quiz nel quale le somme vinte o perse vengono determinate da difficili calcoli, svolti da Greg in studio con carta e penna giacché non è disponibile una calcolatrice. I calcoli, fatti a voce alta, interferiscono con le domande e le risposte del concorrente, che viene totalmente confuso e non riesce mai a capire quanto si porti a casa alla fine.
- Sport estremi: collegamenti da tutte le parti del mondo con Simone Colombari per illustrare le discipline sportive più pericolose. Si tratta di sport più adatti ai personaggi dei cartoni, in cui la morte del concorrente è quasi garantita o lo sport è del tutto assurdo; ma il tono di Colombari che prende tutto sul serio, rende tutto bizzarro e divertente.
- Sport-mash: Tutti gli sport sono stati presentati, allora per fare qualcosa nuovamente hanno inventato degli sport composti dalla fusione di due sport. Ad esempio: "TufFormula 1" in cui a bordo di un'auto su un percorso che termina con un trampolino, i concorrenti si devono tuffare in acqua, con le stesse difficoltà dei tuffatori normali. In "Ski-nuoto" i concorrenti sciano un percorso di 6 km di slalom gigante in costume, per poi dover entrare nella piscina in fondo per nuotare alcune vasche... ma ci arrivano?
- Suggerimenti e critiche: rubrica apparentemente aperta a contributi degli ascoltatori, dapprima sollecitati a trovare spietatamente pecche al programma e poi bistrattati dai conduttori appena osino avanzare un minimo suggerimento alla trasmissione.
- Suspense!: banale racconto radiofonico, dove qualunque elemento insolito (suona il campanello alla porta, è finito il caffè in casa...) diventa un momento di tensione, grazie anche all'inquietante accompagnamento musicale.
- Taxi! Lillo e Greg devono recarsi a un appuntamento dal quale dipendono importanti sorti economiche o sociali. Con netto anticipo telefonano al Radio Taxi. L'attesa al telefono si protrae per più di un'ora, con la conseguenza che Lillo e Greg non riescono mai a raggiungere il luogo desiderato.
- Tempio del gusto: Simone Colombari è l'inviato speciale presso l'importantissima rassegna gastronomica così denominata; nella kermesse, che ha luogo a Milano, vengono presentati piatti sperimentali di grandissimi chef (celebre il "profiterole di trippa" di Gianni Merisi o "l'amatriciana al miele" di Franco Corsi) che l'inviato segue in tutte le fasi della loro preparazione, per poi degustarli... con effetti alquanto prevedibili.
- Trailer: Lillo e Greg propongono inverosimili trailer di altrettanto inverosimili film giocando con le parole del titolo. Il trailer è la narrazione, lunga, di una storia in cui quasi mai - e in caso, solo nelle ultime parole - si hanno indizi sul titolo del film. Come esempio ricordiamo un trailer in cui alla fine si insisteva che alcuni avevano la voce roca e quindi erano "Rochi" (giocando - qui per assonanza - col vero film Rocky); o ancora "Un americano apparì G" (in assonanza con il vero film Un americano a Parigi).
- Tangenziale: surreale radiodramma a puntate, scritto da tale Amintore Fanfulla, in cui si percepiscono dialoghi a bassa voce resi però incomprensibili dal frastuono del traffico che li copre ininterrottamente dall'inizio alla fine di ogni puntata.
- The Commercialists: radiodramma in cui Lillo e Greg interpretano due commercialisti che parlano tra di loro e con altri personaggi di argomenti fiscali e tributari, ovviamente incomprensibili all'ascoltatore medio.
- Top Three: rubrica di classifiche, tenuta da Greg. Tra rulli di tamburi e suspense viene declamata la classifica di tre argomenti assolutamente privi di interesse, tipo i tre migliori tipi di polistirolo espanso o le tre migliori custodie per DVD.
- Tutte le copie di...: Spot pubblicitario negativo a cura del ministero delle attività culturali, nel quale vengono presi in giro i libri best seller e si invitano i radioascoltatori a comprarli per eliminarli dalla circolazione nei modi più strani (ad esempio a scioglierli in acido o mandarli al macero).
- Ultraquiz: con cinquemila euro in palio (che l'ascoltatore dovrà pagare in caso di perdita) si basa su una domanda volutamente ambigua per cui l'ascoltatore perde sempre. Per esempio: “Bellissima città del Sud Italia che si affaccia sull'omonimo golfo e nella cui squadra di calcio ha militato un famosissimo campione argentino, vincitore della Coppa del Mondo con la sua Nazionale e ritenuto uno dei più grandi calciatori mai esistiti insieme a Pelé. Stiamo parlando di…?”. Se il concorrente risponde “Diego Armando Maradona”, la risposta esatta era invece “Napoli” (e sicuramente viceversa).
- Una domanda, una risposta: quiz a domanda unica. Durante l’introduzione, il conduttore pone inavvertitamente una domanda colloquiale al concorrente relativa p.e. alla sua città di origine. La risposta provoca la partenza del jingle di “risposta esatta”, per cui il concorrente vince sempre.
- Uno schiaffone a...: Lillo e Greg invitano in studio persone a loro antipatiche per rifilar loro uno schiaffone.
- Valle Dorata: ditta produttrice di prodotti alimentari, il cui sapore immangiabile e disgustoso, nonostante le pretese materie prime sceltissime, viene denunciato dagli interpreti degli spot pubblicitari della marca. Il loro motto: "sono anni che lavoriamo per darvi il meglio, sono anni che non ci riusciamo".
- Video da YouTube: da quando in studio è presente un computer collegato a internet, Lillo e Greg, navigando, s'imbattono casualmente in singolari video amatoriali di eventi disdicevoli (qualcuno che riga una macchina o ruba in chiesa) il cui protagonista si rivela essere sempre Lillo.
- Zappalà: azienda produttrice di svariati prodotti, che vengono “imposti” da un venditore con accento siciliano e toni mafiosi all’acquirente, al posto del prodotto desiderato perché il prodotto Zappalà “… è meglio…”

## I personaggi
- Alvaro Pennacchi (Greg): Concorrente piacentino del Quizzone. Riesce sempre a prendere la linea e visto che non sa nulla, nemmeno le più banali risposte, riesce con dei giri di parole a far dare involontariamente la risposta al conduttore (Lillo).
- Professor Sigismondo Botta Rinaldi (Greg): invitato per illustrare argomenti culturali. Le sue dissertazioni si trasformano in vere e proprie interrogazioni scolastiche, con tanto di voto sul registro ai malcapitati conduttori, che cercano quindi di abbandonare la sala con improponibili scuse.
- Amaro Salvetti: l’«amaro del vecchio ubriacone», sponsor di molte rubriche.
- Anna Maria Chiacchiera (Virginia Raffaele): la voce metallica di tutti i call center e dei risponditori telefonici, viene intervistata e racconta episodi della sua vita. Avrebbe voluto fare la cantante, ma a causa della sua particolare voce non ha potuto intraprendere questa carriera.
- Arlo Calitri: cantante smemorato, sostituisce con numeri le parole del testo che non si ricorda.
- Franchino (Lillo): comico un po’ greve, dovrebbe fare il numero comico proprio dopo che gli ospiti della trasmissione hanno raccontato i loro casi più toccanti.
- Avvocato Aurora Lo Tritolo: offre consulenze agli ascoltatori a casa per consigli legali. Le risposte sono però estratti del codice civile letti a caso senza nessuna relazione con la domanda. Quasi sempre il nome dell'ascoltatore le ricorda un amore di gioventù.
- Avvocato Erminio Montesacro (Greg): incompetente e maneggione, avrebbe l'incarico di fare chiarezza presso l'Agenzia delle Entrate per una cartella esattoriale recapitata a Lillo con contributi non dovuti. I suoi pasticci (tentativi di corruzione dei funzionari, firme falsificate, perdita degli incartamenti, lettere offensive all'Agenzia...) peggiorano continuamente la situazione fiscale e penale del suo (involontario) assistito, appellato costantemente come "sig. Petrolio".
- Banda Alatri: resident band del programma, dovrebbe eseguire in diretta e dal vivo le richieste musicali degli ascoltatori. È però una banda di liscio, contrattualizzata per errore, e quindi reinterpreta in questo stile i brani rock e pop richiesti, con raccapriccio degli ascoltatori.
- Bengala Joe (Greg): Esperto di viaggi avventurosi. Racconta le sue escursioni nei posti più pericolosi del mondo che si svolgono però in alberghi dotati di tutti i comfort.
- Carabas (Lillo): propone frasi di saggezza totalmente incomprensibili (compreso lui stesso), e che devono quindi essere faticosamente ed incertamente “interpretate” dai conduttori.
- Carlo D'Alatri: autore della rubrica su come vivere scorrettamente.
- Carlo Orlac (Carlo D’Alatri): cantautore bipolare, alterna strofe gioiose ad altre cupe e malinconiche.
- Cerquetti (dottoressa): presidentessa della Pro Loco di Scatafracchia, il "piccolo paese più grande d'Europa". Situato al confine tra le Marche ed il Lazio, Scatafracchia ospita il convento con le più grandi suore d'Europa. Alte parecchi metri, inducono tutto il paese ad annoverare gigantezze di ogni tipo: la più grande piazza, le più grandi salsicce, i più grandi calzolai etc.
- Clorinda Sebastianelli: psicologa infantile di 37 anni, è molto infantile e per nulla psicologa.
- Compulsiva anonima: blogger, ma soprattutto hater, dopo tanti anni ha scoperto come dare finalmente sfogo al suo astio represso: ricoprire di insulti gratuiti e commenti malevoli i post sui social web di perfetti sconosciuti e su argomenti che le sarebbero totalmente indifferenti.
- Cristiano Polidori (Marco Marzocca): grande appassionato di videogiochi ultra quarantenne, nullafacente e nullatenente, convivente con l'anziana madre - che lo sprona a darsi da fare: "ormai sei un ometto!" - e costantemente immerso nella realtà "virtuale" di un videogioco di ruolo nel quale interpreta un nano pelato di 42º livello.
- Debhorhah Jessiki: (Chiara Sani). Amica e ospite di Lillo e Greg che racconta della sua brillante carriera e dei suoi incontri con attori e produttori cinematografici che finiscono sempre allo stesso modo!
- Denny Corolla: Vanesio attore teatrale (interpretato da Neri Marcorè) che racconta cinici aneddoti riguardanti il suo lavoro.
- Dj Fiorettino: burlone e spumeggiante, sempre sopra le righe e con la voce cangiante, conduce il proprio quiz. Sempre disposto a concedere ai concorrenti un “aiutino”, permette agli stessi di rispondere alla domanda con facilità e quindi incassare la somma in gioco. Rimproverato per questo dai conduttori del programma, replica che non può deludere i suoi ammiratori e fan e poi tanto la somma non la paga mica lui.
- Dottoressa Federica Strafalcioni: calabrese, studiosa dell'interpretazione dei sogni ed autrice di numerosi saggi in materia fra i quali Tutti i sogni a casaccio, Tutti i sogni a casaccio dalla A alla Z e Tutti i sogni a casaccio dalla A alla Z inclusa la J, interpreta di volta in volta i sogni di Lillo e Greg.
- Dottoressa Giuditta Strabioli Minaccetti: una sociologa di fama internazionale che discute in studio i problemi sociali dei giovani, purtroppo è sempre completamente ubriaca e spesso fa intendere una forte tossicodipendenza.
- Ennio Dwenthi: regista della casa cinematografica Madljana, parla un improbabile italiano con numerosi termini senza senso, ai quali Lillo fa buon viso facendo finta di capire mentre in realtà non capisce. Le sue interviste sono associate ai trailer dei film prodotti dalla sua casa.
- Ermanno Stiravolpi: logorroico che soffre di una forma di logorrea "molto contagiosa", si ritrova infatti a parlare a vanvera senza mai arrivare al punto insieme ai conduttori. La rubrica si conclude con una sovrapposizione di voci tale da non far capire nulla all'ascoltatore.
- Ermes Del Montecastagna: impersonato da Marco Marzocca, è uno spassoso e violento critico di cinema appassionato di un solo genere, quello da lui stesso denominato "cinema di menare". È gestore della palestra C&C, ovvero "Carci & Cazzotti". Definisce sé stesso un "cricktico" di cinema, rimpiangendo i bei tempi in cui le discussioni tra automobilisti si risolvevano col crick del Fiat 127.
- Ernesto Salisperni: Critico di cinema, ma non nel senso di film, ma proprio delle sale cinematografiche. Ne fa una recensione in base a: qualità delle poltrone, dimensioni della sala e dello schermo, gentilezza delle cassiere, qualità del catering ecc. Alla fine assegna un voto da una a dieci stelle.
- Ettore Ghericupe (Greg): inviato speciale, dal cognome assonante con l’indimenticabile interprete di “Mezzogiorno di Fuoco”, propone scoop sospetti e non verificabili, pagati profumatamente. Il rimborso spese totale della RAI gli permette inoltre alberghi lussuosissimi, ristoranti carissimi e spostamenti in elicottero (“per via del traffico”).
- Fabiana Maria Emmanuelli: professoressa di filosofia, dedica una rubrica all’esame di concetti elevati. I radioascoltatori che telefonano sono però suoi amici, alquanto grezzi, con i quali si scambia in romanesco coloriti epiteti e grevi ricordi di momenti trasgressivi.
- Federella Cifolin: attrice, cantautrice, sceneggiatrice, regista, coreografa, ha tantissimi progetti in ballo, sempre in procinto di essere realizzati.  Ma nel frattempo, per sbarcare il lunario, deve fare tutt’altro.
- Federina Cifolini: scrittrice di fiabe, nella cui narrazione si “scalda”, criticando vivacemente il comportamento dei personaggi, dei quali del resto è la creatrice.
- Forlozzo da Melì Poulain: corrispondente di origini francesi, durante i collegamenti si imbroglia nel discorso e interrompe mandando tutto a quel paese. Il suo nome è un gioco di parole che combina Melozzo da Forlì con Amélie Poulain.
- Franca Fanellini: scrittrice erotica, autrice de “Le calde notti di Annalisa”. Invitata a leggerne alcuni brani in studio, salta, per vergogna, tutte le parti audaci.
- Francesco Zardo: tuttologo. Interrogato riguardo agli argomenti più disparati, si limita a fornire informazioni ovvie e poco attinenti all'argomento, che però soddisfano sempre l'ascoltatore che aveva chiesto approfondimenti.
- Franco Battiato: invitato per risolvere problemi pratici degli ascoltatori (una gomma a terra, il rubinetto che perde…), fornisce consigli “astrali” e suggerimenti basati su concetti di antichissime civiltà.
- Frankie Porello: stilista di fama mondiale, espone le sue bizzarrissime creazioni di moda, facendo intervenire in studio i suoi indossatori, dai nomi alquanto improbabili (Pamelo, Tereso…). I capi hanno normalmente anche effetti sonori ed il loro prezzo esagerato suscita uno scatto nervoso dei conduttori, che lo colpiscono violentemente con cosa hanno sotto mano (il microfono, un PC portatile…).
- Frau Krüger: il personaggio richiama Frau Blücher nel film Frankenstein Junior. Nella finzione del programma, è la fondatrice e dirigente di una setta che promuove la diffusione dell'amore con metodi che però sembrano violenti e anacronistici. Per i violatori delle tre regole della setta (Amore, Sottomissione ad Amore, e... Segreto!) è prevista un'oscura "Stanza", alla cui visita vengono invitati i presentatori (che declinano sempre). Pronunciare il suo nome provoca un preoccupante nitrito in sottofondo.
- Gastone Feliziani: perditempo (interpretato da Greg). La gag ironizza sulla dicitura "no perditempo" presente in molti annunci di vendita. Essendo Feliziani un perditempo, infatti, si trova in difficoltà ogni volta che vuole rispondere a un annuncio.
- Gianpiermaria De Lechner: filosofo di fama mondiale (interpretato da Andrea Perroni), che parla di argomenti elevatissimi e complicati; la sua voce però è identica a quella di Bombolo, il che rende il tutto surreale, poiché l'unico ad accorgersene è Lillo, che quando fa notare la cosa agli altri viene maltrattato e messo a tacere. Lillo ogni volta però non riesce a tenersi e scoppia a ridere, provocando l'irritazione del filosofo che se ne va dicendogli di tutto.
- Giampiero Galeazzi: recensioni di film e istruzioni per l'uso piuttosto spicce. Si occupa inoltre di una rubrica dedicata agli ascoltatori con il cuore spezzato, a cui consiglia un menù ipercalorico, concludendo sempre con "E mi raccomando, magnace er pane!".
- Gioppino: Un simpatico pupazzo amico di tutti i bambini è spesso ospite della trasmissione ma fa perdere la pazienza a Lillo che lo picchia distruggendolo.
- Giuseppina Baratro: arzilla e mite vecchietta ultranovantenne che, sotto l'effetto del Valium, scrive i testi dei più importanti gruppi "Death Metal" del mondo, ovviamente intrisi di urla diaboliche, richiami satanisti e situazioni sanguinolente e splatter. Cura un gattino, Vomito, e, per il resto, svolge tutte attività tipiche delle sue coetanee (pisolini, riunioni con le amiche ancora vive per giocare a carte, giardinaggio, cucina). Da alcune puntate scrive anche sceneggiature per film splatter, sotto l'effetto combinato del Valium e del Buscopan. Anche autrice di un libro dove descrive giochi sessuali (rigorosamente provati col marito settantaduenne, da lei descritto come un toy-boy) per tenere viva la fiamma nella coppia, intitolato "Li urtimi fochi".
- Goldskin (Lillo): tatuatore iperrealista, i cui disegni risultano però a chi li osserva totalmente diversi rispetto al voluto, suscitando notevole apprensione nel soggetto che si sta sottoponendo al tatuaggio.
- Grande Capo Estiqaatsi: pellerossa capo sciamano della tribù dei Cherokee ed opinionista del programma, viene chiamato quotidianamente ad esprimere il suo parere su "importantissime" notizie di cronaca rosa. È solito iniziare ogni sua frase dicendo "Estiqaatsi... Pensa che...". Durante una sua vacanza è stato sostituito dal nonno, Estigranqaatsi, che ha commentato una notizia a febbraio 2008 causa assenza del nipote (avrebbe avuto un impegno urgente). Il nome è ispirato per assonanza al film Koyaanisqatsi.
- Grazia Alcà: Una giornalista figlia di un nome celebre del giornalismo italiano (Fernando Alcà) esegue dei reportage sugli aspetti più ovvi della vita.
- Jovanozzi: Il cantante filosofo ecologista Fiorenzo Serafini espone a Greg (che lui confonde però con Lillo) i nuclei essenziali della propria poetica, che lo hanno trasformato in un seguitissimo santone, o meglio "santautore", profeta di una teosofia mistica che parte dall'uomo e ruota intorno all'intestino del mondo, da cui fuoriesce l'aria che dà il sale, nel sole che si contrappone all'acqua, che insieme alla terra compone il fango, o anche "la fanga", donata dal padre del cantante, in un enorme sacco amniotico dell'universo, nella risacca della vita. Rispondendo alle e-mail degli adepti che chiedono lumi sui grandi perché dell'esistenza, Jovanozzi spiega il suo continuo camminare nel mondo, tra Goa, Timbuctu e Cura di Vetralla, per raccogliere la pagliuzza da terra, quella terra che circonda l'intestino del mondo insieme al mare al sole ed all'acqua salata, in una sorta di placenta dove tutte le culture e tutte le coscienze si alimentano dell'humus del fango del mondo del cosmo del sale, donato dal santone nella realtà della pietruzza raccolta in terra lungo le strade del mondo nella credenza della vita...
- Karola Ansaldi: ragazza mandata dalla Rai come nuova speaker radiofonica di 610. L'unico problema che ha è che sbaglia le vocali: Lillo diventa Lalla, Lolla, ecc.ecc.
- Ketty Phluso: Professoressa di calabrese estremo della quale Pasquale Dianomarina è stato allievo.
- Lallo Circosta: propone in vendita, quali oggetti da collezionismo "per amatori", veri e propri rottami. Il prezzo inizialmente proposto agli interessati, assai alto, viene sempre mercanteggiato fino a pochi euro, compresa la consegna dell'oggetto a domicilio (col motorino o i mezzi pubblici) nelle località più remote.
- Leonarda Sinibalda: psicologa autrice del volume Vogliamoci più bene, elargisce consigli per aumentare l'autostima e pensare di più a sé stessi, come: bucare le ruote dell'auto del collega che fa più carriera, sequestrare la fidanzata che vuole arrivare illibata al matrimonio, ecc.
- Lubiano Trifogli (professore): esperto e critico di cinema, si limita a ripetere gli elementi già espressi nella domanda del conduttore o dare sinteticissimi giudizi sul film e sugli attori in discussione (“bravi”, “un gran film”, “molto bello”…).
- Maddalena “Lena” Esposito: cantante napoletana neomelodica e passionale (pe’ tutta ‘a vita mia…), non avendo mai provato l’amore a causa di un padre gelosissimo, dedica le sue canzoni di passione ad argomenti minori: un accendino scarico, un parcheggio “rubato”, un euro caduto nel tombino…
- Maestra Cifolacci: risponde ai "perché?" di piccolissimi ascoltatori, cercando di spiegare loro la realtà in modo magico. Peccato che i terrificanti piccoli ascoltatori conoscano invece la spiegazione rigorosamente scientifica, deridendo per questo la maestra.
- Marsilio Di Giacomo: produttore teatrale che elargisce pseudo-perle di saggezza sul mondo del teatro.
- Magic Sebastian: illusionista proveniente da Las Vegas ed interpretato da Lillo, è accompagnato dalla sua bellissima assistente, che è la sua più recente moglie. Il trucco non riesce e la malcapitata muore, con grande strazio di Magic. I conduttori in studio fingono però che tutto sia riuscito perfettamente.
- Mago Acirfass: interpretato da Nino Frassica, che ha composto il nome d'arte anagrammando il proprio cognome, dispensa oroscopi arruffati e incomprensibili, evitando di rispondere ai commenti interrogativi di Lillo e Greg.
- Mandarina Hack: astrologa telegrafica con voce e atteggiamenti di Margherita Hack.
- Marta Ciomina: ragazza perennemente depressa e insicura nonostante gli improbabili eventi fortunati che le accadono.
- Massimo Maria Ciamberlani: inviato per interviste ed altro, non riesce mai a completare il compito in quanto sul luogo del collegamento vi sono sempre rumori assordanti (e spesso fuori luogo) come martelli pneumatici ed altro, rendendo inoltre incomprensibile la comunicazione con lo studio. Interpretato da Lillo
- Massimo Poggioni: personaggio toscano che chiama in trasmissione per fare una domanda a Lillo e Greg ma puntualmente si dimentica che cosa doveva chiedere.
- Michele Placido: in collegamento da casa propria (per risparmiare sui costi), recita e legge brani importanti di poesia e prosa, continuamente interrotto da banali problematiche domestiche e casalinghe.
- Milly Carlucci: la famosa conduttrice confessa in studio di essere in realtà un androide (“come da regolamento”) in grado però di provare sentimenti umani.
- Miss Italia: a una Miss Italia (Caterina Guzzanti) surrealmente sciocca, vengono affidate incursioni nella cultura, dalla pittura alla poesia. Fa inoltre improbabili dissertazioni politiche in qualità di fondatrice del partito "Cerchiamo di fare le cose meglio, quindi". Recentemente ha fondato un "blob" su "inter" (blog su internet) su cui discute i temi scottanti dell'attualità. Spesso finisce col piangere.
- Olga Corcioni: ragazza del mondo dello spettacolo dal talento non meglio precisato (ma intuibile), presumibilmente piacente, ospite del programma su raccomandazione di un misterioso politico, noto solo grazie al soprannome "Ciccetto" datogli dalla stessa attricetta. Molto "disponibile" a rispondere alle improbabili interviste di Lillo, sembra avere un debole per Greg e non perde occasione per mostrare le sue "sise".
- Osvaldo Picchiapò: umbro di Cantalupo di Bevagna, insegna agli ascoltatori frasi ed espressioni umbre con la sua rubrica "Glossario umbro".
- Palmiro Salucci-Fois: inviato dalla redazione a diffondere la trasmissione 610 in posti remoti e pericolosi (presso tribù di cacciatori di teste o gruppi di gorilla giganti), vede concludersi sempre tragicamente la sua missione.
- Le Pantegane: rumoroso ed attivissimo fan club di Lillo, il quale tende a negarne la frequentazione.  Peccato che i membri del club rievochino in diretta reati e vandalismi, commessi in onore di Lillo, ed a volta con la partecipazione personale dello stesso.
- Paolo Maria Marchetti: benefattore e filantropo, raccoglitori di fondi per iniziative benefiche, alle quali contribuisce generosamente anche con denaro suo, possiede purtroppo una voce sonora e gracchiante per cui i conduttori in studio cercano, mentre sta illustrando i suoi meritevoli progetti, di togliergli la parola appena possibile.
- Pasquale Dianomarina: Campione mondiale uscente di Calabrese estremo nato a Roccella Jonica; il nome è una citazione dell'omonima cittadina ligure. Durante il programma offre delle lezioni di Calabrese estremo, fornendo esempi di questa particolare disciplina sportiva, sostituendo generalmente una o più parole della frase da tradurre con "'nduja" o "spprsst" (soppressata). Ultimamente ha inciso un disco di cover di famose canzoni cantate in calabrese estremo, e propone un quiz nel quale i concorrenti devono tradurre in italiano la frase che egli dice in calabrese estremo. Memorabile la sua interpretazione de "La Befana" di Giovanni Pascoli il 25 dicembre 2007, quando viene colpito da un attacco di tosse (causa mancato allenamento giornaliero di 4 ore). Ha affrontato in incontri di Calabrese Estremo Wrestling con improbabili avversari orientali. Stando alle informazioni dal "ring", peserebbe 99 kg per circa un metro e mezzo, e sarebbe piuttosto lentigginoso.
- Patty Pravo: La famosa cantante interpretata da Manuela Aureli non è assolutamente in grado di pronunciare le consonanti e Greg e Lillo cercano di intervistarla ma non capiscono mai nulla. Ultimamente si sta riproponendo come medium.
- Pedro Mendoza: “inviados” per eventi artistici, dal sesso non ben definito, viene continuamente interrotto durante il collegamento da evidenti approcci sessuali dei passanti, ai quali dà volentieri appuntamento dopo.
- Peppino La Faci: cantante dialettale calabrese, ha deciso di svoltare pagina e darsi alla musica internazionale. Nel suo nuovo lavoro “Peppino La Faci International” (pronunciato come scritto), i brani cantati in inglese si rivelano in realtà – cosa che La Faci nega decisamente – in dialetto calabrese, con termini tipici riconoscibilissimi: ’nduja e suppressata.
- Piermanuel Squagliacani: cantante che propone remake di famose canzoni il cui testo è stato tradotto in italiano con Google Translate. Ovviamente le canzoni risultano ridicole perché le traduzioni sono letterali (per esempio "Twist and shout" è tradotto con "Attorcigliati e grida"). Il cantante è inoltre costretto a pronunciare un numero spropositato di parole tutte d'un fiato perché la traduzione italiana è spesso più lunga dell'originale. Ciò dà luogo anche a imbarazzanti gaffe dello stesso, dalle quali si comprende che la sua scarsa conoscenza dell'inglese dipende esclusivamente dal traduttore (background vocal tradotto con "dietroterra vocale").
- Principe Rosa (Greg): bel giovane biondo ossigenato, vestito di pailettes ed in sella al suo cavallo Raffa, salva principesse che però non ha alcuna intenzione di sposare.
- Professor Achille Arganti (Greg): critico letterario, invitato in studio per spiegare alcuni suoi passi, particolarmente astrusi, dei suoi saggi, contenenti parole difficili e probabilmente inventate, non riesce a ricordarsi cosa intendesse effettivamente dire.
- Professor Anton Giulio Tarragona (Lillo): ricercatore impegnato nello studio antropologico di una particolare popolazione della Papuasia, anticamente molto unita, ma che poi ha vissuto l'inaspettata scissione tra la tribù dei Pacifici, e quella dei Feroci. I reportages attestano come i Feroci, sentendosi ingiustamente emarginati, tentino invano di riunirsi ai Pacifici, e come tale dissidio si sia inasprito, al punto da far costituire due vere e proprie fazioni: una Falange di Pacifici, contrapposta ad una Manica di Feroci. Più volte sollecitato dai conduttori del programma a recarsi di persona nel nucleo dei Feroci, Tarragona dichiara esplicitamente di sentirsi più a proprio agio rimanendo insieme ai Pacifici.
- Professor Davide De Cina (Stefano Frosi): ideatore della "psicologia semplice", invita i suoi pazienti a non ingigantire le problematiche quotidiane, e ad affrontare le avversità della vita recandosi giù al baretto sotto casa, con due amici, a farsi una bella birrozza.
- Professor Giovanni Siriani: psicologo, già terapeuta di Lillo, risponde agli ascoltatori. I loro problemi psicologici più imbarazzanti trovano sempre un riscontro nelle passate problematiche di Lillo, spiattellate in spregio al segreto professionale, e che anzi costituiscono capitoli di un libro di successo del professore.
- Professor Mariano Gauzzi: in qualità di “demotivatore”, umilia e disillude gli ascoltatori a coltivare gli improbabili progetti di fama e successo che gli stessi gli confidano.
- Professor Ciro Spannafiona: impersonato da Marco Marzocca, è un anziano docente di storia napoletano (ha ben 96 anni e ancora insegna) che spesso russa in trasmissione; quando Greg e Lillo riescono a svegliarlo, il professore disquisisce su importanti eventi storici, nei quali inserisce però personaggi attuali (ad es.: Lino Toffolo potestà nelle 5 giornate di Milano) per poi riassopirsi sereno.
- Professor Eusebio Zorzi (Greg): documentarista. Durante la lettura del documentario radiofonico, gli appunti cartacei del professore risultano contenere informazioni che non c’entrano nulla, provenienti da precedenti documentari, che si sono mescolati in fase di stampa. La colpa è del computer che il professore si ostina ad utilizzare perché “ancora perfettamente funzionante”: un Commodore 64.
- Roberto Benigni: anziché interpretare Dante Alighieri, legge brevi storie di Topolino, inclusi i suoni (sigh! squack! thud!) traendone spunto per profonde riflessioni culturali e sociali.
- Roby Marsupio: losco ed improbabile agente teatrale, propone a Lillo & Greg "grandi serate" in remote località. La proposta, inizialmente attraente dal punto di vista economico, a causa di costi poco comprensibili (la stampa dei manifesti parapedonali, l'organizzazione della teatrica, le spese dovute alla cartabilità, gli oneri della calpestistica, la fonia extra acustica, la sassabilità, il consociativismo attivo, la tassa di ripartizione del manto...) ma totalmente giustificati da fatture (scritte a mano) che lo stesso Marsupio esibisce piccato, di fatto si rivela in una richiesta di un esborso da parte degli artisti.
- Salvisa Perlini: anziana e affettata ex stella del cinema, che racconta improbabili, e sicuramente inventati, aneddoti sulle più grandi star di Hollywood, da lei personalmente conosciute nella sua lunghissima millantata carriera. Infatti alla fine delle interviste sostiene di avere appuntamenti con personaggi tipo Mork e Mindy, Pippo, o il capitano Kirk.
- Saturnus: strampalato astrologo, mago e sensitivo che propone oroscopi e lettura tarocchi alternativi, per lo più basati sull'interpretazione letterale dei simboli oppure distribuisce ricette di filtri mistici e potentissimi che si rivelano poi essere dei normalissimi piatti (come la pasta alla carbonara, da lui chiamata "juvenes carbonarii" e spacciato come filtro di eterna giovinezza).
- Sharon Cenciarelli: prototipo della teenager che parla un linguaggio giovanile incomprensibile sia a Lillo che ai radio ascoltatori.
- Signora Cassani: Anziana signora proprietaria di un ristorante dove Lillo e Greg vanno spesso a mangiare. Chiedendole quali siano i segreti (intendendo: delle sue ricette), la signora Cassani rivela loro raccapriccianti risvolti della sua vita: commette rapine, guarda i film porno o riscuote il pizzo.
- Simone Colombari: giornalista corrispondente autore di una rubrica sugli sport estremi.
- Stefano Aleandri: viene invitato alla trasmissione per discutere su alcune malsane abitudini moderne (es. cattiva alimentazione, pigrizia). Secondo l'opinione del professore tutte le persone che adottano le suddette abitudini andrebbero redarguite o addirittura uccise. Tra queste persone vi è anche Lillo, che, offeso, lo fa notare al professore, il quale risponde puntualmente: "A parte Lei, ovviamente, Signor Lillo".
- Stefano Maggiano: abitante di un villaggio dell'Amazzonia che parla il Maggiano, una lingua quasi uguale all'italiano perché il villaggio è stato fondato da italiani, impersonificato da Greg. Le parole che differiscono non sono quasi mai casuali, poiché hanno l'obiettivo di prendere in giro Lillo.
- SuperPazza: Manlio Pedrigoni (Greg), tassista romano di 38 anni, è stato morso da un professore gay radioattivo, acquisendo così il potere di trasformarsi in SuperPazza, eroina vestita di pailettes e col tacco dodici, che sgomina a borsettate maleducati e sopraffattori. Il personaggio possiede una sua sigla musicale personale (sono SuperPazza / il luccichìo m'arrazza / ed io che sono gazza / me lo pijo. ah ah ah!).
- Valentina Paoletti: autrice dell'omonima rubrica.
- Valeria Marini: invitata in studio, in qualità di VIP, per risolvere problemi informatici degli ascoltatori, fornisce loro indicazioni totalmente surreali e inapplicabili.
- Wolfgang Amadeus Manolo, musicista classico, interpretato da Lallo Circosta, propone pezzi tratti dal suo album “Sonate in La-Lo-Lai”: brani di musica classica, suonati alla maniera dei Gipsy Kings, unica musica popolare che conosce.
- Zvodlan Grabnovic: Cantautore proveniente dalla Gravodznia, stato (presumibilmente) dell'est europeo caratterizzato da povertà estrema, disperazione assoluta, diffuso sconforto, sottosviluppo ed arretratezza, oltre a disgrazie (naturali e non) di ogni genere. Le sue canzoni sono, quindi, particolarmente ma comicamente struggenti, caratterizzate da lamenti ripetuti e urlati, nonché da sonorità cupe ed ansiogene.  Dopo l'album d'esordio  Gravodznia Orkmniana, appassionata descrizione della sofferenza e del malessere insito ai diversi monumenti di Gravodznia, il cantautore ha prodotto un secondo CD Sgurszka Gravodznjie Muzarszka, dedicato alla memoria dei musicisti che hanno realizzato il disco stesso, tutti tragicamente deceduti appena terminata l'incisione dei brani. Nel 2018 Grabnovic si accosta con più decisione alla world music, e propone una terza raccolta, dal titolo ambiguamente beneaugurante: Vadjie Infernjia, Fihjia Minhjia. Pur se affranto e addolorato, Zvodlan non perde l'occasione di prendere in giro Lillo sulla corretta pronuncia del nome della sua nazione di origine. Nel congedarsi dallo studio, il cantante offre allo stesso Lillo piccoli gadgets artigianali realizzati con materiali di scarto, e lo invita ad assaggiare le specialità tipiche di Gravodznia, prodotte con ingredienti disgustosi, che provocano nausea e raccapriccio nel conduttore.

## 610dal vivo

### 610 in 2D
Il 13 dicembre 2010 610 viene trasmessa per la prima volta dalla Sala A di via Asiago in Roma, in diretta su Radio, Web ed in lieve differita sul canale TV Rainews. Inedita versione serale e dal vivo per il programma radiofonico di Lillo e Greg ed Alex Braga. 610 in 2D è pensato per far vedere al pubblico ciò che alla radio si può soltanto ascoltare. Cast: Nino Frassica, Caterina Guzzanti, Paola Minaccioni, Federica Cifola, la band dei Blues Willies, Massimo Bagnato, Chiara Sani, Simone Colombari, Virginia Raffaele, regia di Fabrizio Trionfera. Radio 2 replica il 1º marzo 2011 la diretta radio e in streaming del nuovo live di 610-Sei Uno Zero in 2D sempre dalla sala A. Il 4 marzo 2011 lo spettacolo viene trasmesso in TV su Rai 5. L'appuntamento con la trasmissione live di 610 diventa mensile. Il 7 novembre 2011 alle ore 21 Lillo e Greg ed Alex Braga trasmettono 610 Live dal teatro Valle occupato con la regia di Fabrizio Trionfera.

### 610 dieci
Per celebrare l'anniversario dei dieci anni del programma il 17 maggio 2013 tutti i protagonisti e i comprimari della trasmissione hanno partecipato ad uno spettacolo dal vivo con la regia di Fabrizio Trionfera e messo in onda da Radio 2 in diretta e successivamente in replica su Rai 3.